# Irus irus
Irus irus är en musselart som beskrevs av Schmidt 1818. Irus irus ingår i släktet Irus och familjen venusmusslor. Inga underarter finns listade i Catalogue of Life.